# Stemona aphylla
Stemona aphylla är en enhjärtbladig växtart som beskrevs av William Grant Craib. Stemona aphylla ingår i släktet Stemona och familjen Stemonaceae.
Artens utbredningsområde är Thailand. Inga underarter finns listade.